# Ваврів Дмитро Михайлович
Ваврів Дмитро Михайлович (нар. 2 лютого 1953) — український радіофізик, член-кореспондент Національної академії наук України (2006), лауреат Премії НАНУ ім. С. Я. Брауде (2019).

## Біографія
Народився 2 лютого 1953 року в селі Чистилів в Тернопільській області. 1970 року закінчив тернопільську школу № 1. В 1970—1975 роках був студентом радіофізичного факультету Харківського державного університету.
З 1975 року працював у Харківському державному університеті на кафедрі теоретичної радіофізики. 1975—1978 роках навчався в аспірантурі, а 5 вересня 1979 року захистив кандидатську дисертацію «Теорія нелінійної взаємодії електронного пучка з полем у резонансних генераторах із тривалою взаємодією» за спеціальністю «фізична електроніка». 21 жовтня 1988 року здобув ступінь доктора фізико-математичних наук за спеціальністю «фізична електроніка».
З 10 жовтня 1989 по 23 березня 2012 року працював завідувачем відділу електронних надвисокочастотних приладів Радіоастрономічного інституту НАН України. 1 квітня 2012 року обійняв в Радіоастрономічному інституті посаду заступника директора з наукової роботи.
5 червня 1992 року здобув звання професора, а 6 травня 2006 був обраний член-кореспондентом Національної академії наук України за фахом «космічна фізика, радіоелектроніка».

## Наукові дослідження
Дмитро Ваврів займається розробкою радіолокаторів і електронних приладів надвисоких частот, вивчає динамічний хаос і нелінійні явища у фізичних системах, методи обробки сигналів. Під його керівництвом були створені радіолокатори для дистанційного дослідження земної поверхні, метеорологічних досліджень, пошуку й супроводу цілей.

## Нагороди
- Заслужений діяч науки і техніки України (2018)[5]
- Премія НАН України імені С. Я. Брауде за роботу «Розвиток теорії хвильових процесів у складних магнітодіелектричних середовищах та її застосування для опису резонансного розсіяння» у співавторстві з Сергієм Просвірніним та Петром Мележиком (2019)[6]